# Rhoptria melanochroma
Rhoptria melanochroma är en fjärilsart som beskrevs av Loritz 1954. Rhoptria melanochroma ingår i släktet Rhoptria och familjen mätare. Inga underarter finns listade.